# Brémonde de Tarascon
Pour les articles homonymes, voir Brémond.
Elisabeth « Alexandrine » Brémond, née le 29 octobre 1858 à Tarascon et décédée le 22 juin 1898 au mas de Darboussille à Fontvieille, plus connue sous le nom Brémonde de Tarascon (Bremoundo de Tarascoun en occitan, selon la norme mistralienne), est une félibresse (poète félibréenne).

## Vie et œuvre

### Biographie
Née en 1858, originaire d'une vieille famille de paysans provençaux et vivant dans un mas du Trébon (territoire d'Arles), Alexandrine Brémond publie sa première œuvre en 1883 et se marie en 1886 avec le poète et avocat Joseph Gautier,. Elle obtint le grand prix aux Jeux Floraux septénaires d'Hyères (1885). 
Elle meurt à seulement 39 ans, en 1898.

### Œuvre poétique
« Il s’est peu écrit de vers aussi frais, aussi clairs, aussi capiteux et à la lecture, la parenté se révèle tout de suite: elle est la sœur d'Aubanel. » 
« Nous ne pouvons, au cours de cette étude sur Brémonde de Tarascon, prendre telle ou telle de ses poésies dans tel ou tel recueil et en montrer l’ordonnance, la beauté, la convenance. On se trouve devant son œuvre si diverse, si hardiment féminine comme devant un panier de belles oranges. « Je prends celle-ci », se dit-on; puis quand le choix semble fixé il vous semble en apercevoir une autre plus jolie, plus ronde, plus charnue; vite on la prend et on laisse la première. Mais ne voilà-t-il pas que telle autre, une superbe sanguine, vous attire, et ainsi de suite à tel point que l’on ne sait quelle choisir. La poésie de Brémonde est comparable à ce cabas de belles oranges. » 

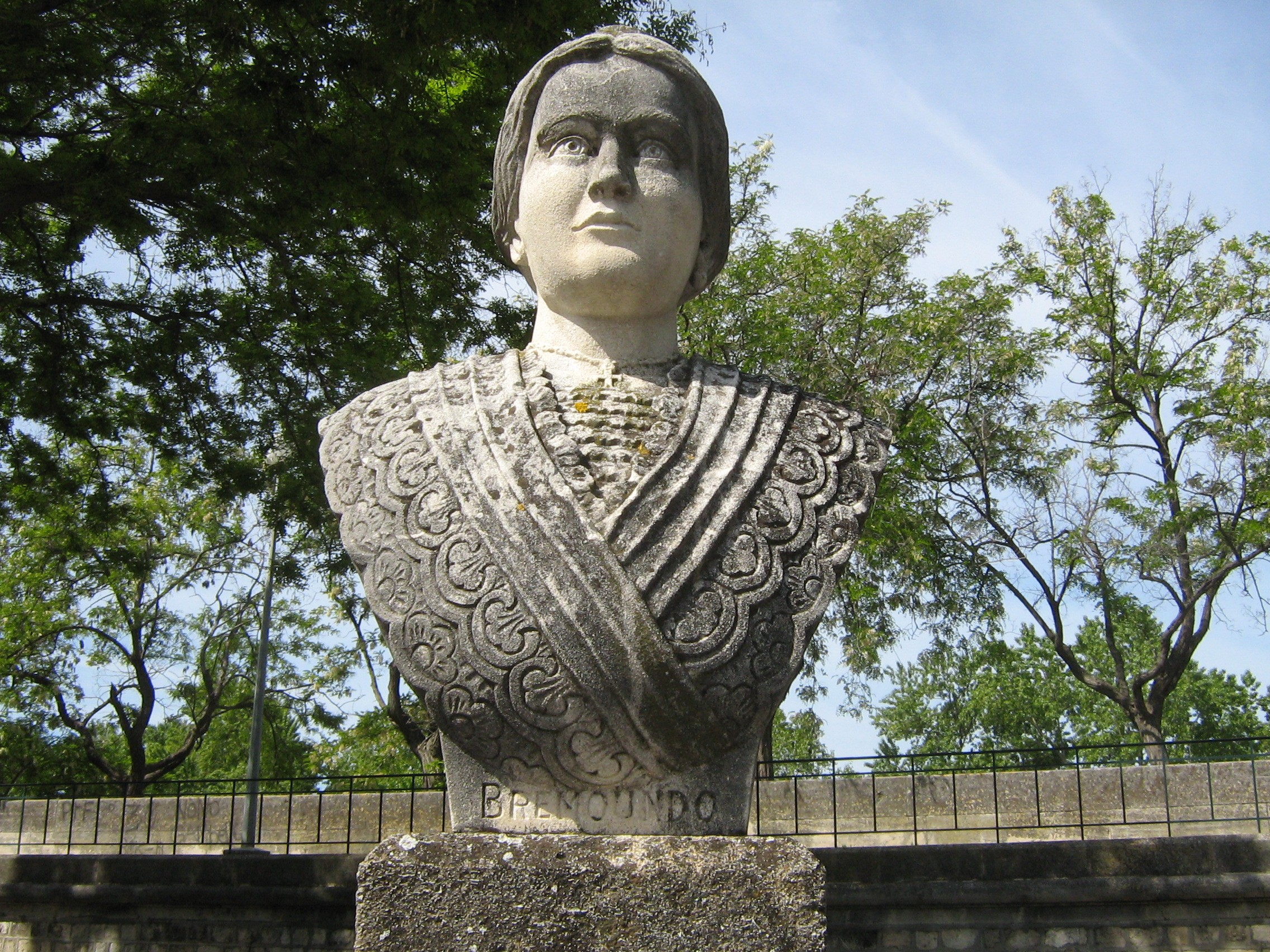
Buste de la poétesse Alexandrine Brémond, élevé le 2 mai 1965 par la ville de Tarascon (Bouches-du-Rhône) et l'Académie provençale des Jeux Floraux.

Parmi les thèmes récurrents de son œuvre poétique lyrique, on retrouve la contemplation de la Nature, le lien qu'elle entretient avec l'Histoire de son pays ainsi que l'expression de ses sentiments de femme: ses strophes expriment les enthousiasmes de la jeune fille, le bonheur et les désillusions de la femme: amour, espoir et désespoir, émerveillement face à l'idée du Beau.

## Publications
- Li Blavet de Mount-Majour (Les Bleuets de Montmajour), Imprimerie Centrale, Montpellier 1883

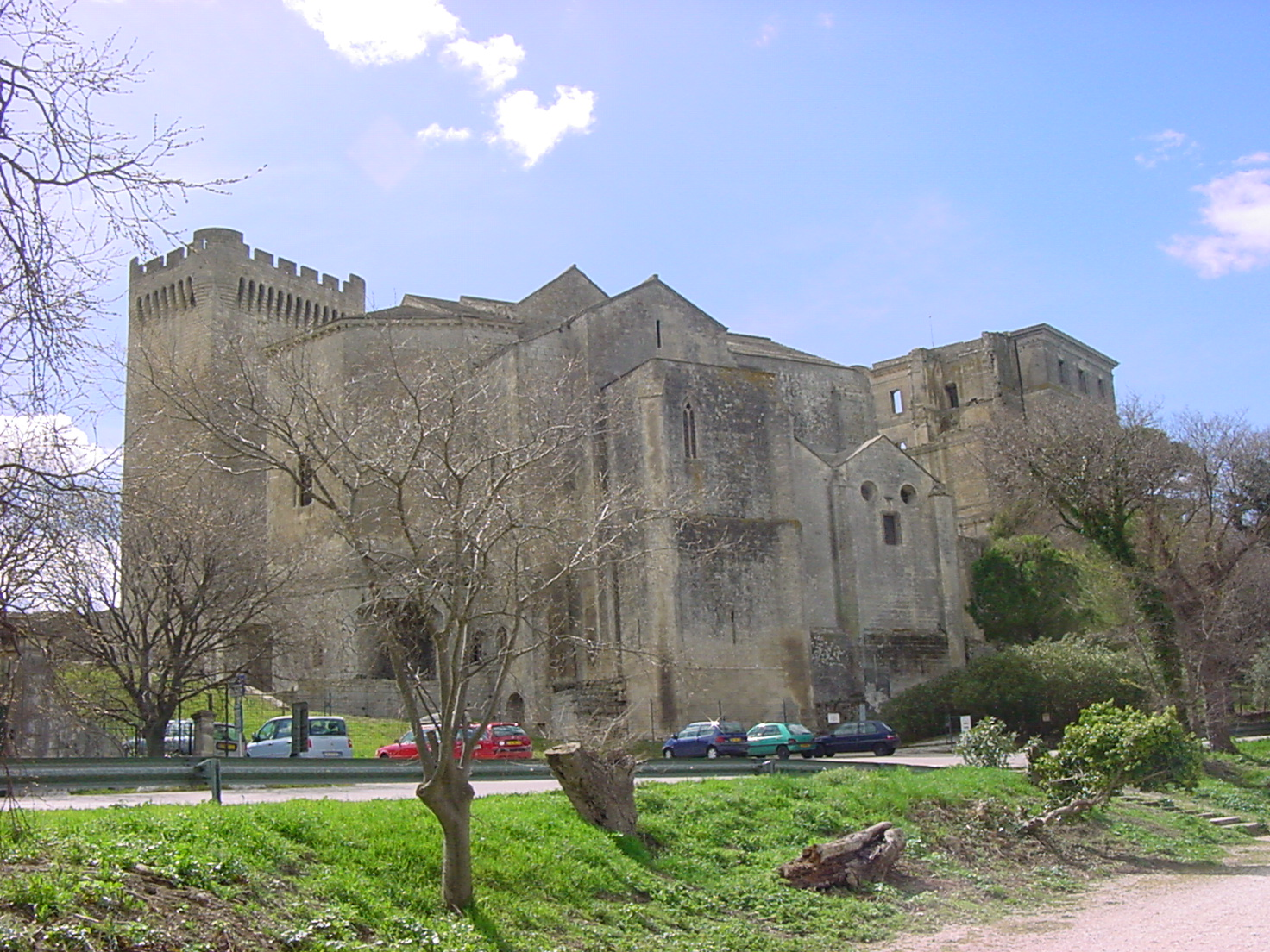
L'Abbaye de Montmajour, un lieu qu'affectionnait Brémonde, comme en témoigne le titre du recueil Li Blavet de Mount-Majour.

- Velo Blanco (Voile Blanche), Trabuc & Raviolo, Marseille 1887
- Brut de canèu (Bruits de roseaux), Trabuc & Raviolo, Marseille 1892. Préface de Frédéric Mistral:

« Ce recueil est un deuxième retour vers sa jouvence de fillette, vers ces plaines immenses du Trébon arlésien, où elle voyait, d’un soleil à l’autre, les laboureurs de son père tracer au loin, à perte de vue, leurs sillons dans les jachères; vers cet horizon de Montmajour dont les tours exaltaient son âme dans la gloire de Dieu; vers ces rives à haut talus du Vigueirat où, curieuse, elle venait voir les poissons frayer, les nymphéas fleurir; vers ce mas de Darbousille, où, aux longues vêpres, elle regardait luire, là-haut, vers le couchant, la belle Maguelonne et Pierre de Provence qui se marient au ciel tous les sept ans; faisant retour, vous dis-je, vers ces chemins herbus où, le long des fossés, bruissaient les roseaux, la douce félibresse nous révèle aujourd’hui ce que lui chantait la Nymphe. »
- Lou debanaire flouri (Le Dévidoir fleuri), œuvre posthume, Joseph Roumanille, Avignon 1908 ; ce recueil aurait dû être préfacé par Paul Arène
- Anen aganta la luno, drame en cinq actes, inédit

## Quelques extraits de son œuvre
- « La lune veille et me regarde....— Moi je la regarde et songe à toi »
- « L’ange des nuits, attentif, se tient — sous les saules chevelus...— Moi je lui parle, croyant que c’est toi ! »
- « L’ombre frissonne à travers les branches; — je n’ai pas peur malgré la nuit. — Ô mon cœur, viens à mes lèvres ! — ô mon âme, viens à mes yeux ! — Venez! nul ne peut nous voir. — Personne ne vous regarde — que le bon Dieu qui certainement — fait les étoiles pour les jeunes filles, — les jeunes filles pour les beaux rêves — et les beaux rêves pour le bonheur. »
- « Quelle petite chose, le cœur ! — Quelle grande chose, l’amour ! » (Velo Blanco)
- « Poètes que le souvenir attriste, — nous, les chercheurs d’ldéal,— seuls, vers toi, île qu’aucun pas ne foule encore, — nous faisons cingler notre bateau. »
- Li font (la source) dans l'Armana prouvençau de 1909
- L'amazounou dans l'Armana prouvençau de 1887

## Hommages
- En mémoire de sa poétesse, la ville de Tarascon lui a érigé une statue et donné son nom à l'une de ses places. Par ailleurs, une rue de la ville de Pertuis porte le nom de « rue Brémonde de Tarascon ».
- Galerie d'images du buste érigé à Tarascon le 2 mai 1965 par la ville et l'Académie provençale des Jeux Floraux:

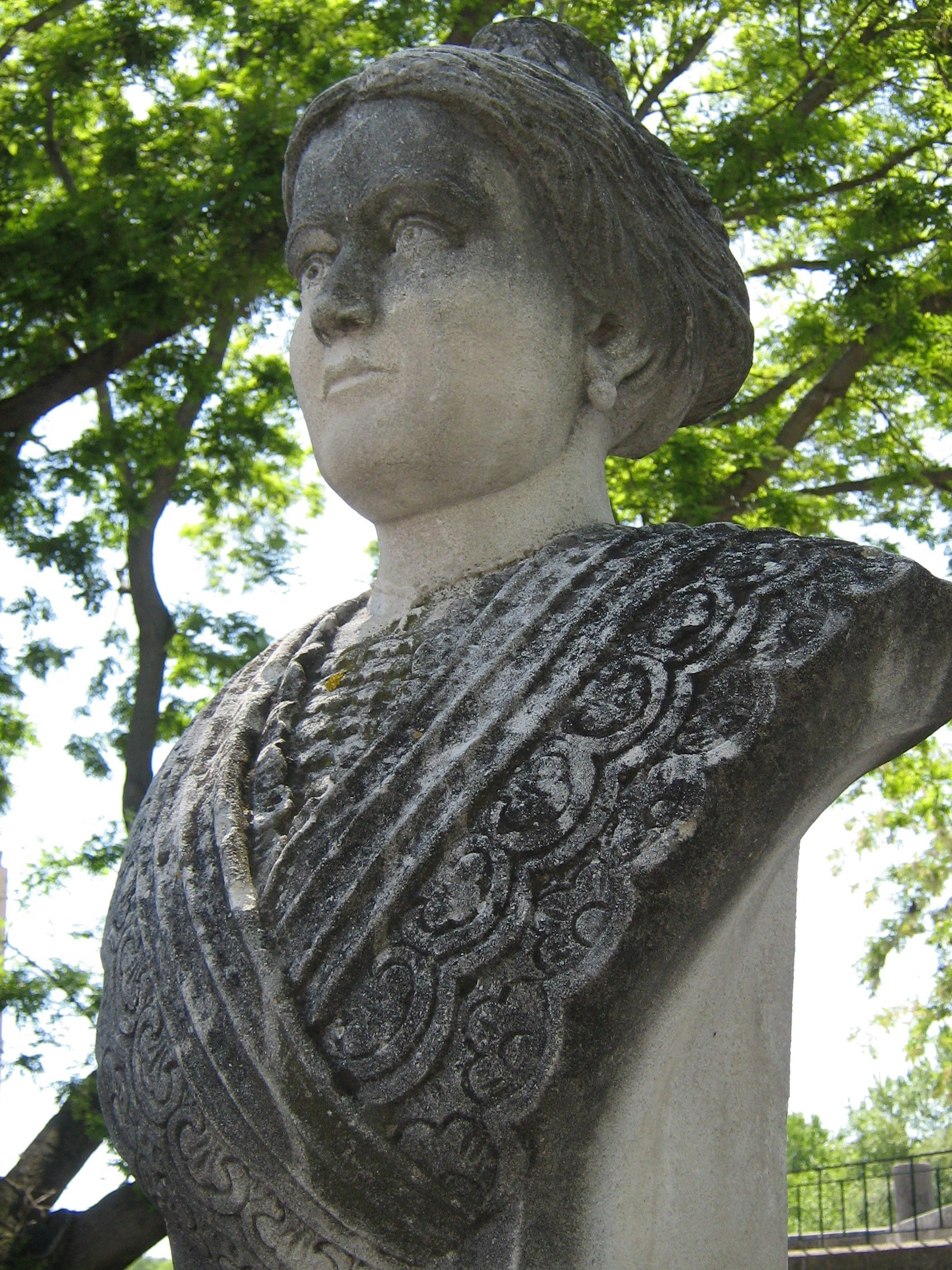
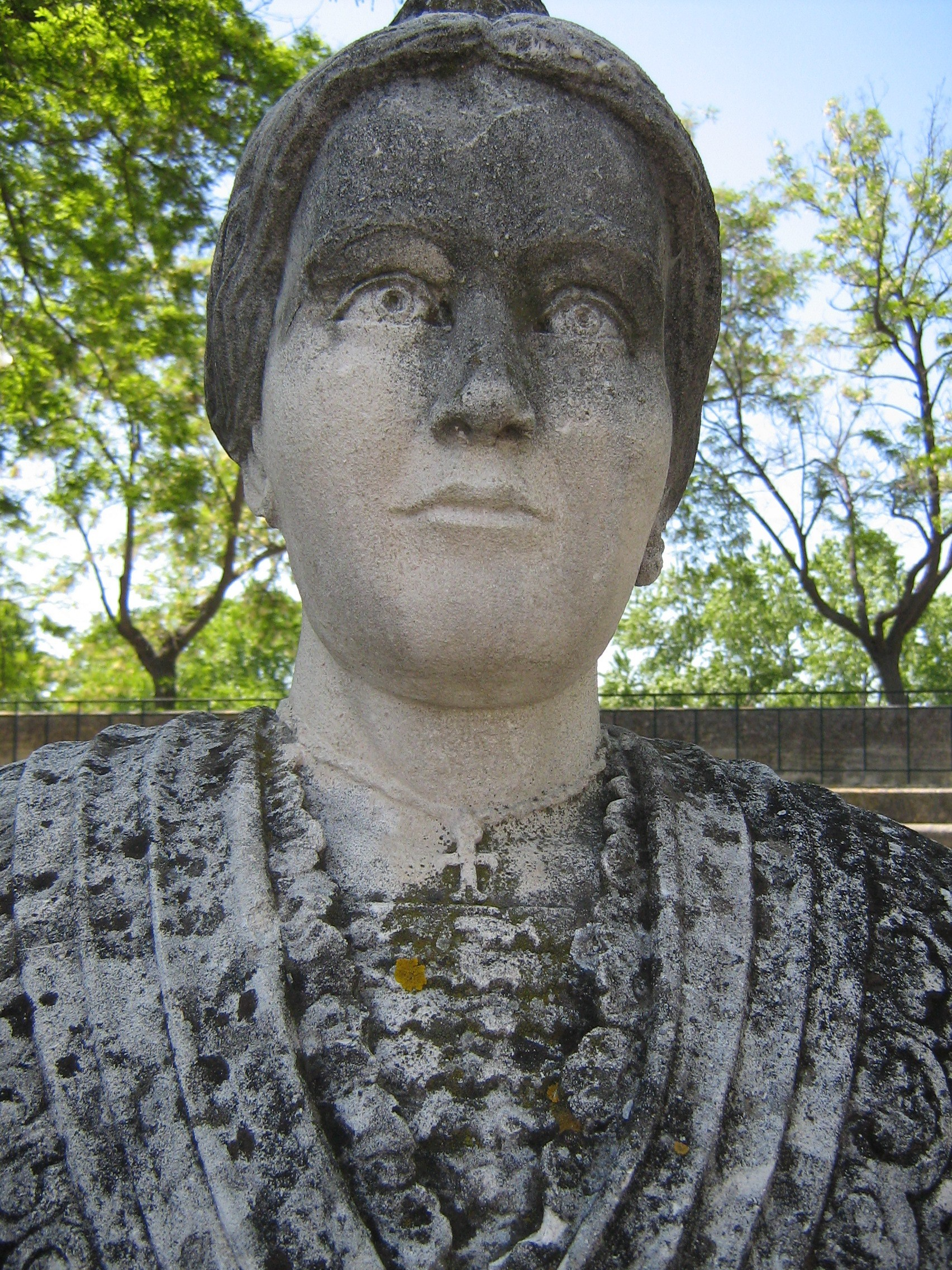
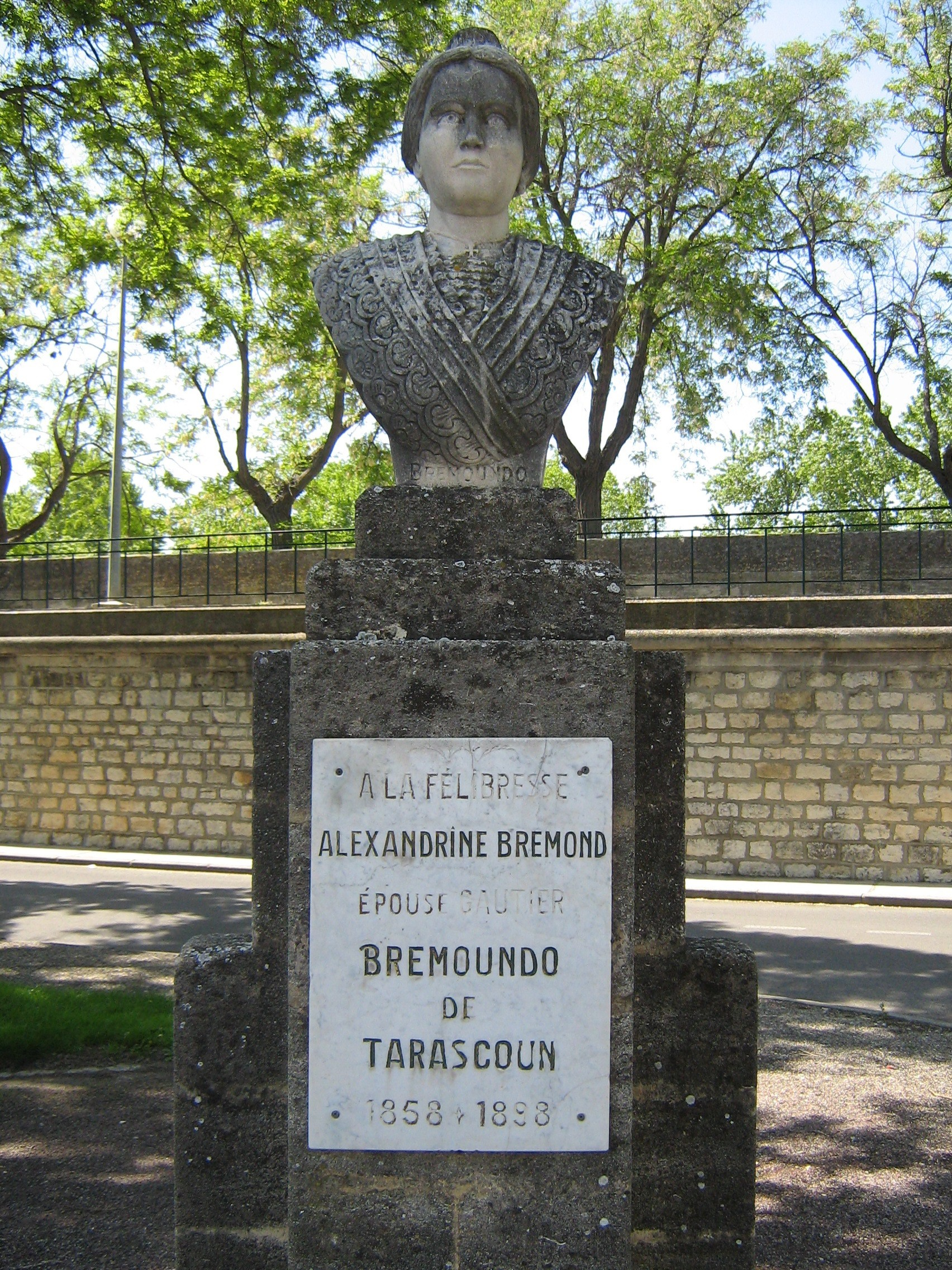
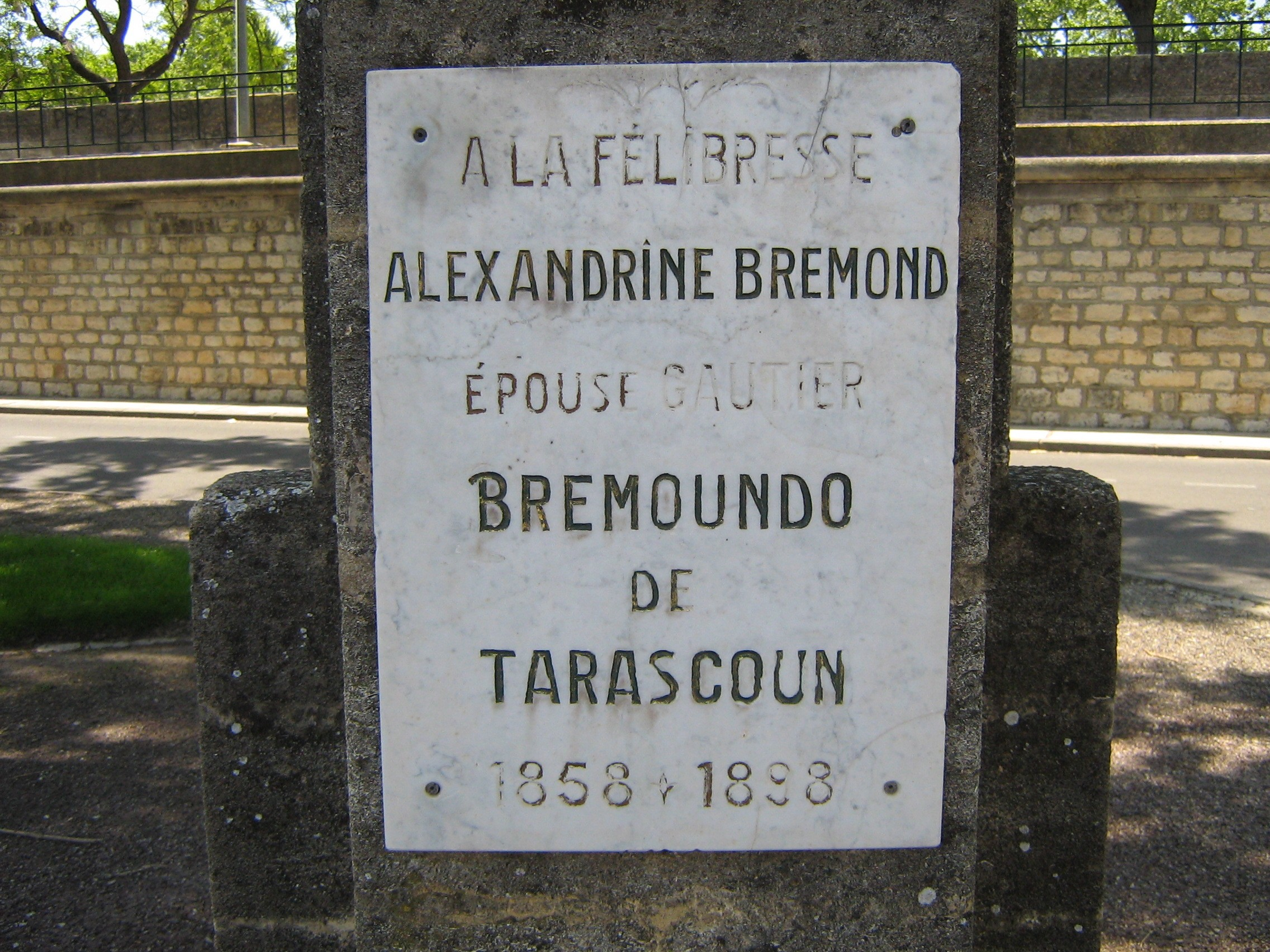
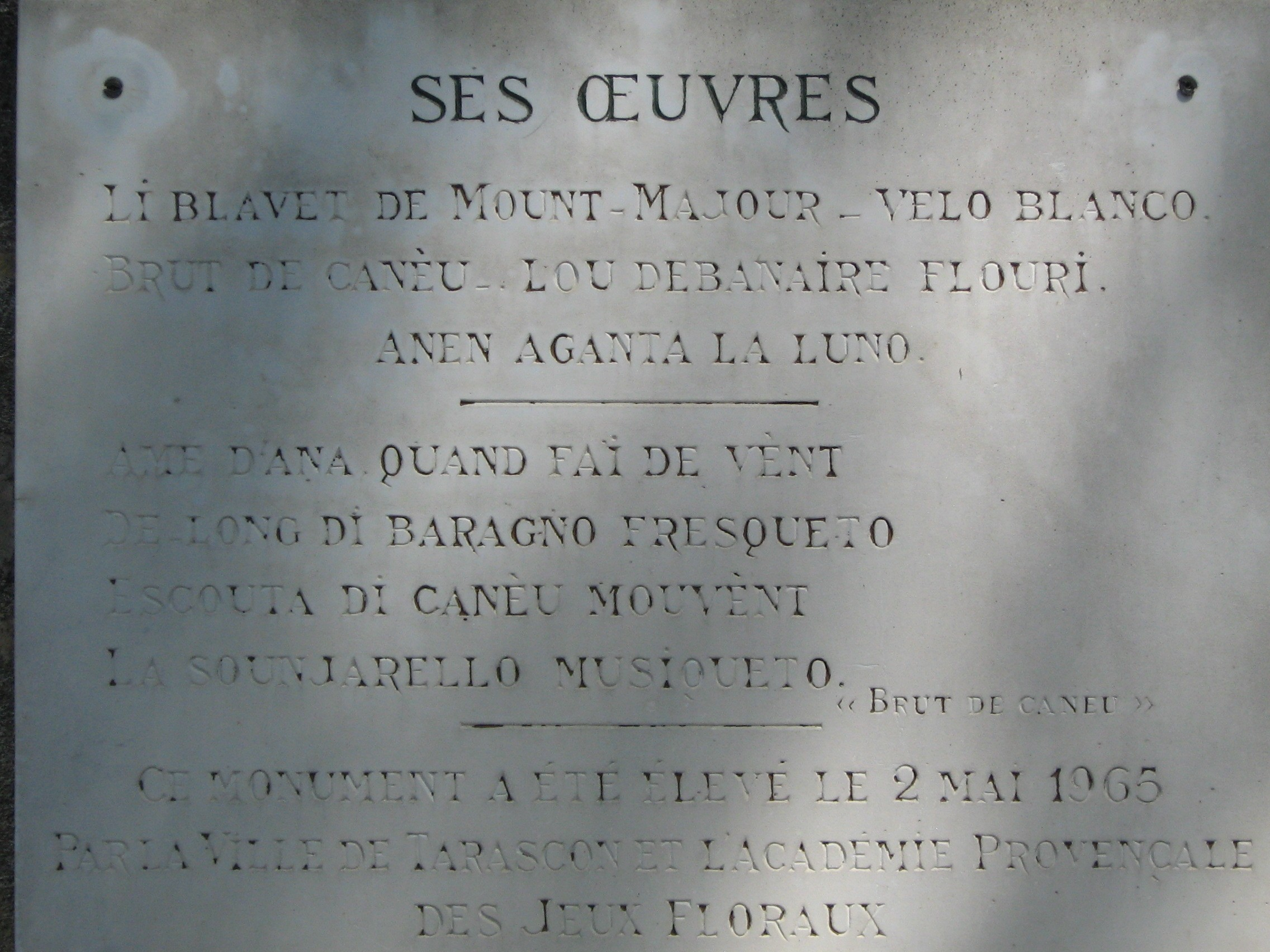